# Helge Friis
Helge Friis (født 21. april 1958 i Sønderborg) var borgmester i Halsnæs Kommune, valgt for Socialdemokraterne.
Helge Friis er uddannet skolelærer. Han var fra 1998-2014 borgmester i Halsnæs Kommune.